# Mandevilla crassinoda
Mandevilla crassinoda är en oleanderväxtart som först beskrevs av Gardn., och fick sitt nu gällande namn av R. E. Woodson. Mandevilla crassinoda ingår i släktet Mandevilla och familjen oleanderväxter. Inga underarter finns listade i Catalogue of Life.